# Atentado em Uagadugu em 2016
Os Atentados de Uagadugu foram uma série de ataques que aconteceram na cidade de Uagadugu, a capital de Burquina Fasso, no oeste da África. Tudo começou a 15 de janeiro de 2016, quando um grupo fortemente armado invadiu o restaurante Cappuccino no Hotel Splendid e fez dezenas de reféns. As forças de segurança locais reagiram e intensos combates foram travados. Pelo menos 23 pessoas (de 18 nacionalidades) morreram num período de vinte e quatro horas (o número de fatalidades pulou para 29 no dia seguinte), com outras 20 sendo feridas. Cerca de 176 pessoas que foram inicialmente feitas de reféns acabaram sendo libertadas pela polícia de Uagadugu e o cerco foi oficialmente encerrado no dia 16 de janeiro. Contudo, outros ataques, como ao hotel YIBI, também foram reportados. A segurança na capital de Burkina Faso foi reforçada e ao menos quatro terroristas foram mortos.
A organização terrorista Al Qaeda no Magrebe Islâmico foi dita pelas autoridades locais como a responsável pelos ataques. Vários países ao redor do mundo condenaram os atentados.